# Cochylidichnium
Cochylidichnium là một chi bướm đêm thuộc phân họ Tortricinae của họ Tortricidae.

## Các loài
- Cochylidichnium amulanum Razowski, 1986